# Tennis- og Badmintonfélag Reykjavíkur
Der Tennis- og Badmintonfélag Reykjavíkur, abgekürzt TBR, ist ein Badminton- und Tennisverein aus Reykjavík in Island. Der Verein zählt über 4000 Mitglieder.

## Geschichte
Der Verein wurde 1938 gegründet. Im Badminton gewann der Verein seit 1977 alle ausgetragenen isländischen Mannschaftsmeisterschaften. Der Verein startete mehr als ein Dutzend Mal im Badminton-Europapokal. 1987 und 1989 konnte man dabei bis ins Halbfinale vordringen, 1992 bis ins Finale. Im Endspiel unterlag man dort jedoch BSC Feibra Linz mit 1:6.

## Bedeutende Persönlichkeiten
- Jón Jóhannesson
- Þorsteinn Páll Hængsson
- Vigdís Ásgeirsdóttir
- Tryggvi Nielsen
- Sveinn Sölvason
- Tómas Viborg
- Sara Jónsdóttir
- Guðmundur Adolfsson
- Einar Jónsson

## Erfolge im Badminton
| Saison | Veranstaltung                    | Disziplin  | Platz | Name |
| ------ | -------------------------------- | ---------- | ----- | ---- |
| 1977   | Island: Mannschaftsmeisterschaft | Mannschaft | 1     | TBR  |
| 1978   | Island: Mannschaftsmeisterschaft | Mannschaft | 1     | TBR  |
| 1979   | Island: Mannschaftsmeisterschaft | Mannschaft | 1     | TBR  |
| 1980   | Island: Mannschaftsmeisterschaft | Mannschaft | 1     | TBR  |
| 1981   | Island: Mannschaftsmeisterschaft | Mannschaft | 1     | TBR  |
| 1982   | Island: Mannschaftsmeisterschaft | Mannschaft | 1     | TBR  |
| 1983   | Island: Mannschaftsmeisterschaft | Mannschaft | 1     | TBR  |
| 1984   | Island: Mannschaftsmeisterschaft | Mannschaft | 1     | TBR  |
| 1985   | Island: Mannschaftsmeisterschaft | Mannschaft | 1     | TBR  |
| 1986   | Island: Mannschaftsmeisterschaft | Mannschaft | 1     | TBR  |
| 1987   | Europapokal                      | Mannschaft | 3     | TBR  |
| 1987   | Island: Mannschaftsmeisterschaft | Mannschaft | 1     | TBR  |
| 1988   | Island: Mannschaftsmeisterschaft | Mannschaft | 1     | TBR  |
| 1989   | Island: Mannschaftsmeisterschaft | Mannschaft | 1     | TBR  |
| 1989   | Europapokal                      | Mannschaft | 3     | TBR  |
| 1990   | Island: Mannschaftsmeisterschaft | Mannschaft | 1     | TBR  |
| 1991   | Island: Mannschaftsmeisterschaft | Mannschaft | 1     | TBR  |
| 1992   | Island: Mannschaftsmeisterschaft | Mannschaft | 1     | TBR  |
| 1992   | Europapokal                      | Mannschaft | 2     | TBR  |
| 1993   | Island: Mannschaftsmeisterschaft | Mannschaft | 1     | TBR  |
| 1994   | Island: Mannschaftsmeisterschaft | Mannschaft | 1     | TBR  |
| 1995   | Island: Mannschaftsmeisterschaft | Mannschaft | 1     | TBR  |
| 1996   | Island: Mannschaftsmeisterschaft | Mannschaft | 1     | TBR  |
| 1997   | Island: Mannschaftsmeisterschaft | Mannschaft | 1     | TBR  |
| 1998   | Island: Mannschaftsmeisterschaft | Mannschaft | 1     | TBR  |
| 1999   | Island: Mannschaftsmeisterschaft | Mannschaft | 1     | TBR  |
| 2000   | Island: Mannschaftsmeisterschaft | Mannschaft | 1     | TBR  |
| 2001   | Island: Mannschaftsmeisterschaft | Mannschaft | 1     | TBR  |
| 2002   | Island: Mannschaftsmeisterschaft | Mannschaft | 1     | TBR  |
| 2003   | Island: Mannschaftsmeisterschaft | Mannschaft | 1     | TBR  |
| 2004   | Island: Mannschaftsmeisterschaft | Mannschaft | 1     | TBR  |
| 2005   | Island: Mannschaftsmeisterschaft | Mannschaft | 1     | TBR  |
| 2006   | Island: Mannschaftsmeisterschaft | Mannschaft | 1     | TBR  |
| 2007   | Island: Mannschaftsmeisterschaft | Mannschaft | 1     | TBR  |
| 2008   | Island: Mannschaftsmeisterschaft | Mannschaft | 1     | TBR  |
| 2009   | Island: Mannschaftsmeisterschaft | Mannschaft | 1     | TBR  |
| 2010   | Island: Mannschaftsmeisterschaft | Mannschaft | 1     | TBR  |
| 2011   | Island: Mannschaftsmeisterschaft | Mannschaft | 1     | TBR  |
| 2012   | Island: Mannschaftsmeisterschaft | Mannschaft | 1     | TBR  |
| 2013   | Island: Mannschaftsmeisterschaft | Mannschaft | 1     | TBR  |
| 2014   | Island: Mannschaftsmeisterschaft | Mannschaft | 1     | TBR  |
| 2015   | Island: Mannschaftsmeisterschaft | Mannschaft | 1     | TBR  |
| 2016   | Island: Mannschaftsmeisterschaft | Mannschaft | 1     | TBR  |
| 2017   | Island: Mannschaftsmeisterschaft | Mannschaft | 1     | TBR  |
| 2018   | Island: Mannschaftsmeisterschaft | Mannschaft | 1     | TBR  |
| 2019   | Island: Mannschaftsmeisterschaft | Mannschaft | 1     | TBR  |
| 2021   | Island: Mannschaftsmeisterschaft | Mannschaft | 1     | TBR  |
| 2022   | Island: Mannschaftsmeisterschaft | Mannschaft | 1     | TBR  |
| 2023   | Island: Mannschaftsmeisterschaft | Mannschaft | 1     | TBR  |
| 2024   | Island: Mannschaftsmeisterschaft | Mannschaft | 1     | TBR  |